# Alpinia chaunocolea
Alpinia chaunocolea är en enhjärtbladig växtart som beskrevs av Karl Moritz Schumann. Alpinia chaunocolea ingår i släktet Alpinia och familjen Zingiberaceae. Inga underarter finns listade i Catalogue of Life.